# Замкова церква (Вовковиськ)
Замкова церква у Вовковиську  — недобудована давньоруська церква ХІІ століття на Замчищі в місті Вовковиськ, нині Гродненської області Республіки Білорусь. 
Досліджена археологічно в 1950-ті — 1960-ті рр. Це був шестистовпний триабсидний храм (лише центральна абсида мала виступ ззовні). До південно-західного кута церкви примикала квадратна в плані сходова вежа.
Належить до Гродненської школи зодчества. 

## Опис
На городищі Замчище, що являє собою територію окольного міста стародавнього Вовковиська, в 1956 р. при розкопках, проведених під керівництвом В. Р. Тарасенко та Г. І. Пеха, були виявлені залишки давньої споруди. У 1958 р. Пех завершив розкопки цієї будівлі, а в 1959 р. вона була обміряна і досліджена П. А. Раппопортом. У 1966 р М. К. Каргер здійснив додаткові розкопки руїн.
Розкопані залишки представляють собою фундамент церкви. Очевидно, що будівництво храму було з якихось причин зупинене на стадії зведення фундаменту. Ніяких слідів будівельного розчину або цегли, використаних в будівництві, не виявлено. Разом з тим поряд з фундаментом знайдені штабелі приготованої для будівництва, але невикористаної цегли і велика яма, заповнена вапном (площа її більше 30 м2, товщина шару вапна 1 1.2 м). Розмір цегли 3.5-4.5 х 14.7-16.5 х 26-28.5 см, хоча є і суттєві відхилення від цього формату. Знайдено також трапецієподібну цеглу та із заокругленою стороною. На торцях багатьох цеглин є опуклі знаки. Поруч з фундаментом розкопаний ряд підготованих для будівництва каменів, котрі лежать на землі. Ці камені мають одну шліфовану сторону, а у деяких з них зовнішня поверхня злегка опукла, ніби гранована. Фундамент храму закладений на глибину близько 1 м і споруджений з валунів, складених насухо.
Судячи з фундаменту, будівля являла собою шестистовпну церкву, дуже близьку за схемою плану Нижньої церкви в Гродно. Загальні розміри церкви у Вовковиську приблизно 22 х 16 м, азимут 90 °. Підкупольний квадрат утворений чотирма західними, а не східними стовпами. Центральна апсида має форму досить пологої дуги, а бічні — прямокутні. До південно-західного кута примикала квадратна в плані вежа, де, очевидно, містилися сходи на хори. На відміну від Гродненської церкви стовпи храму в плані хрестоподібні. Паралельно фундаментам північної і південної стін розкопані додаткові більш вузькі смуги фундаменту, призначення яких незрозуміле.
Час зведення фундаменту не визначений. За аналогією з Нижньою церквою в Гродно пам'ятник зазвичай датують першою половиною або серединою XII ст., хоча більш ймовірно, що споруда належить до другої половини XII ст.